# Сретенский, Генрих Генрихович
Генрих Генрихович Сретенский (род. 23 июля 1962 года в Москве, СССР) — советский фигурист, выступавший в танцах на льду. Многократный призёр чемпионатов Европы и СССР в паре с Натальей Анненко. Мастер спорта СССР международного класса. По завершении соревновательных выступлений — хореограф и тренер по фигурному катанию. Живёт в США, работает в «Washington Figure Skating Club».

## Уголовное дело
В сентябре 2012 года был арестован в городе Джессап (штат Мэриленд) по обвинению в прикосновениях к другому человеку без его согласия и сексуальных домогательствах. Через неделю суд освободил его при условии, что в течение трёх суток он добровольно сдастся окружным властям в Эссексе (штат Нью-Йорк). Это условие Сретенский выполнил и был отпущен под залог в $50000,00. В 2013 году он признал себя виновным по одному из обвинений и был приговорён к одному году заключения условно.

## Результаты выступлений
| Соревнование                         | 1982—1983 | 1983—1984 | 1984—1985 | 1985—1986 | 1986—1987 | 1987—1988 | 1988—1989 |
| ------------------------------------ | --------- | --------- | --------- | --------- | --------- | --------- | --------- |
| Зимние Олимпийские игры              |           |           |           |           |           | 4         |           |
| Чемпионаты мира                      |           |           | 7         | 4         | 4         |           |           |
| Чемпионаты Европы                    |           |           | 5         | 3         | 3         | 2         | 3         |
| Чемпионаты СССР                      |           | 3         | 3         | 2         | 2         | 2         |           |
| Skate Canada International           | 3         | 3         |           |           | 1         |           | 1         |
| Мемориал Карла Шефера                |           |           |           |           |           | 1         |           |
| На призы газеты «Московские новости» |           |           |           | 3         | 2         | 3         |           |
| Зимняя универсиада                   | 1         |           |           |           |           |           |           |